# Ångmotorvagn

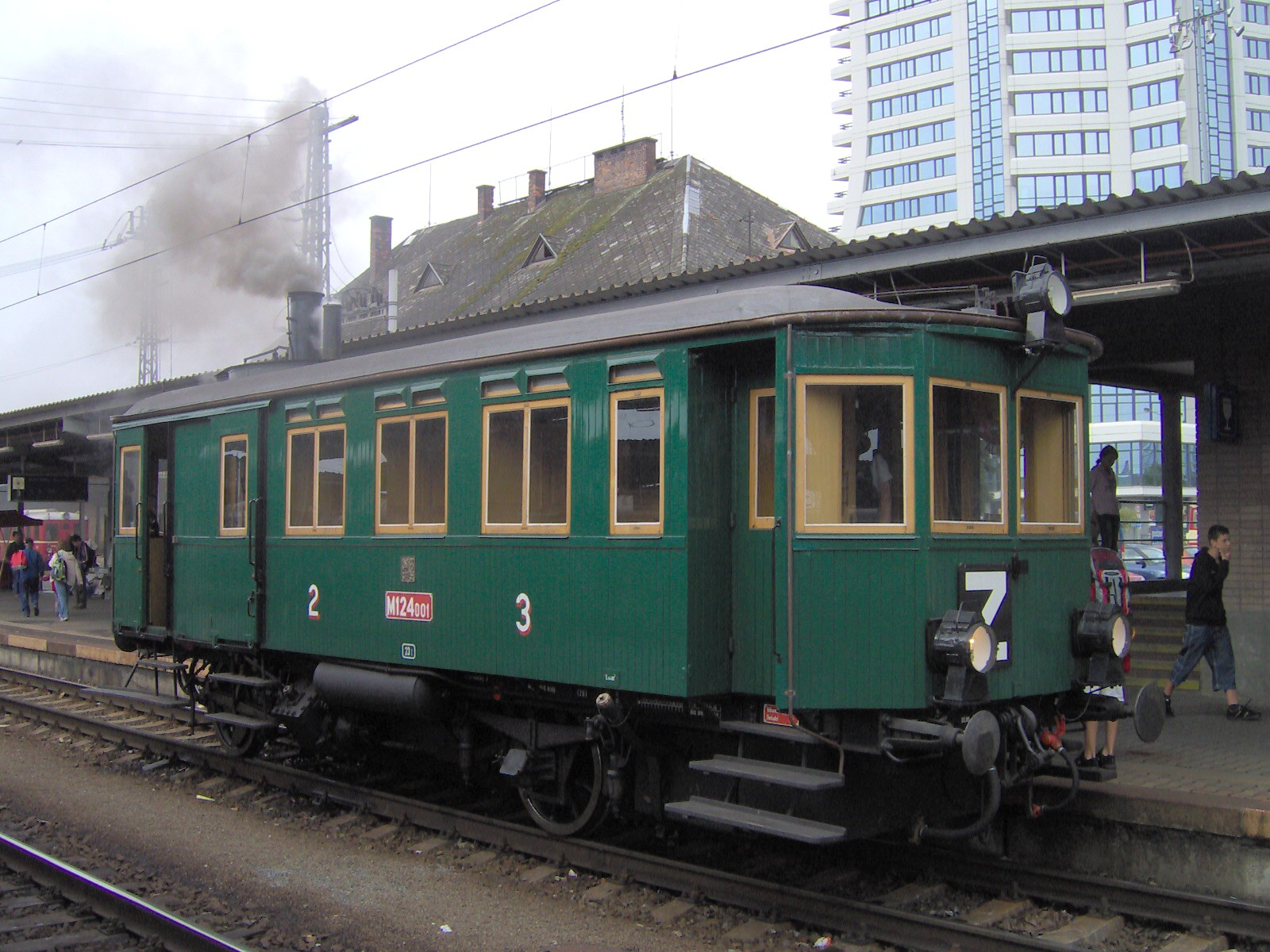
En Komarek/Ringhoffer ångmotorvagn på Olomoucs järnvägsstation, tillhörande Tjeckiens Järnvägsmuseum i Lužna u Rakovnika

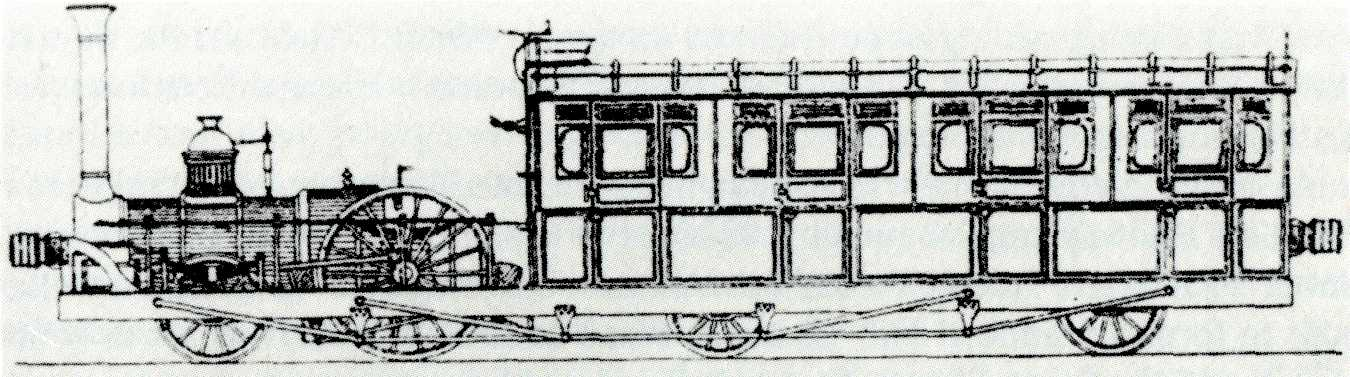
Ångmotorvagnen Enfield, byggd av Fairfield Locomotive Works 1849

En ångmotorvagn är en motorvagn som drivs med ångmaskin. Ångmotorvagnar var i bruk under senare delen av 1800-talet och första hälften av 1900-talet, framför allt för persontrafik på bibanor och på lättare järnvägar och också för spårvägar, framför allt på banor utanför tätorter.

## Ångmotorvagnar i Storbritannien
Den första, 3,81 meter långa prototypen till en ångspårvagn ritades av lokomotivingenjören James Samuel (1824–1874) och byggdes 1847 av William Bridges Adams (1797–1872) på  Fairfield Works i Bow i London. Året därpå byggdes en 9,60 meter långa ångmotorvagn som användes under en tvåårsperiod av Bristol & Exeter Railway på en sidolinje. Det monterades därefter isär, och ångmaskindelen användes sedan som ett litet växellok. 
Ångmotorvagnar användes i början av 1900-talet av bland andra London & South Western Railway. Åren 1902–1911 byggdes 197 ångmotorvagnar för Great Western Railway, vilka användes framför alltför att få ekonomi på landsbygdslinjer med låga passagerarantal. Dessa var av två slag. Det ena hade en boggi med motor son var fast förbunden med en vagnsdel. Det andra hade en motordriven framvagn, som drog en släpvagn. Så sent som på 1920-talet köpte London and North Eastern Railway samt London, Midland and Scottish Railway sammanlagt 102 ångmotorvagnar, vilka hade höghastighetsångmaskiner från Sentinel-Cammell and Claytons. De var i tjänst till 1947.

## Rowans ångspårvägar
Huvudartikel: Ångspårvägar i Skåne
Den brittiske ingenjören William Robert Rowan ägde och drev i början av 1870-talet  Randers Jernbanevagnfabrik i Randers i Danmark. Han utarbetade ett system för billigare och lättare järnvägar med normalspår, som introducerades i bland annat Danmark, Skåne, Tyskland och Australien. I konceptet ingick lättare räls av u-typ och ångmotorvagnar i stället för lokomotivdrivna tåg.
Denna förenklade typ av järnvägar klassificerades i Sverige som ångspårvägar och tilläts köra enbart på låg hastighet, men slapp i stället bland annat krav på att spåren skulle avgränsas med stängsel mot omgivande mark. Fem järnvägar enligt Rowans system byggdes i Skåne mellan 1881 och 1885.

## Bildgalleri

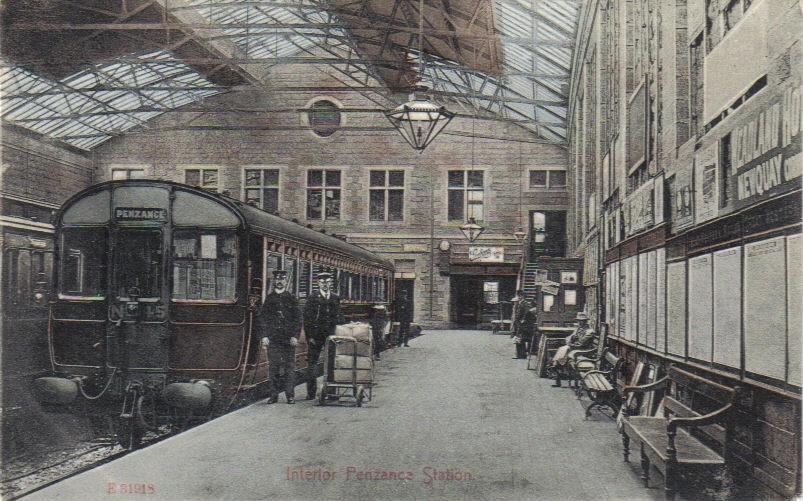
Ångmotorvagn 45 på Penzances järnvägsstation i Storbritannien på vykort från omkring 1915
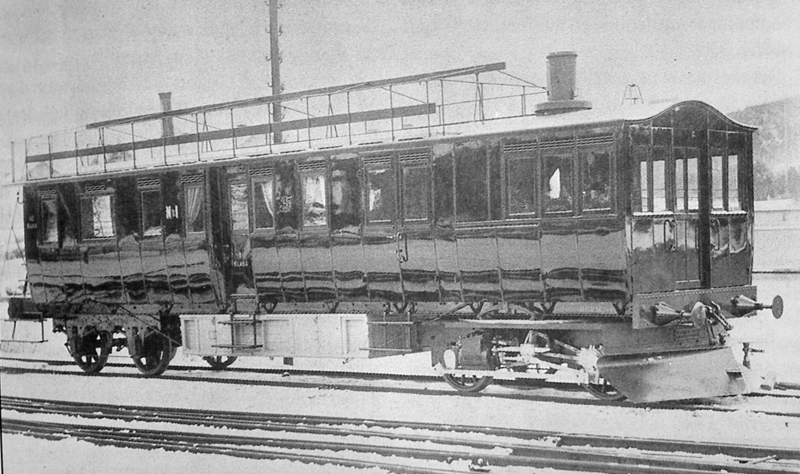
En ångmotorvagn, byggd av Atlas i Södertälje och Nydqvist & Holm efter William Robert Rowans system för Börringe–Anderslövs Järnväg 1884
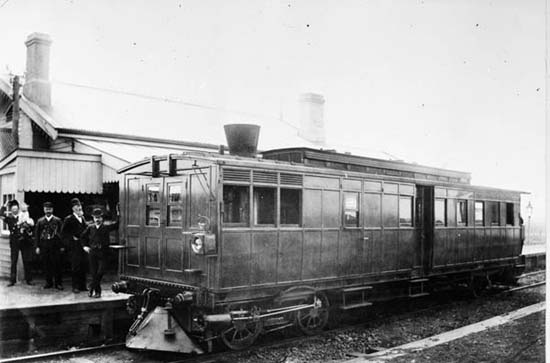
Rowan Car No.1, Aberdeen, på Victorian Railways i Australien, 1883
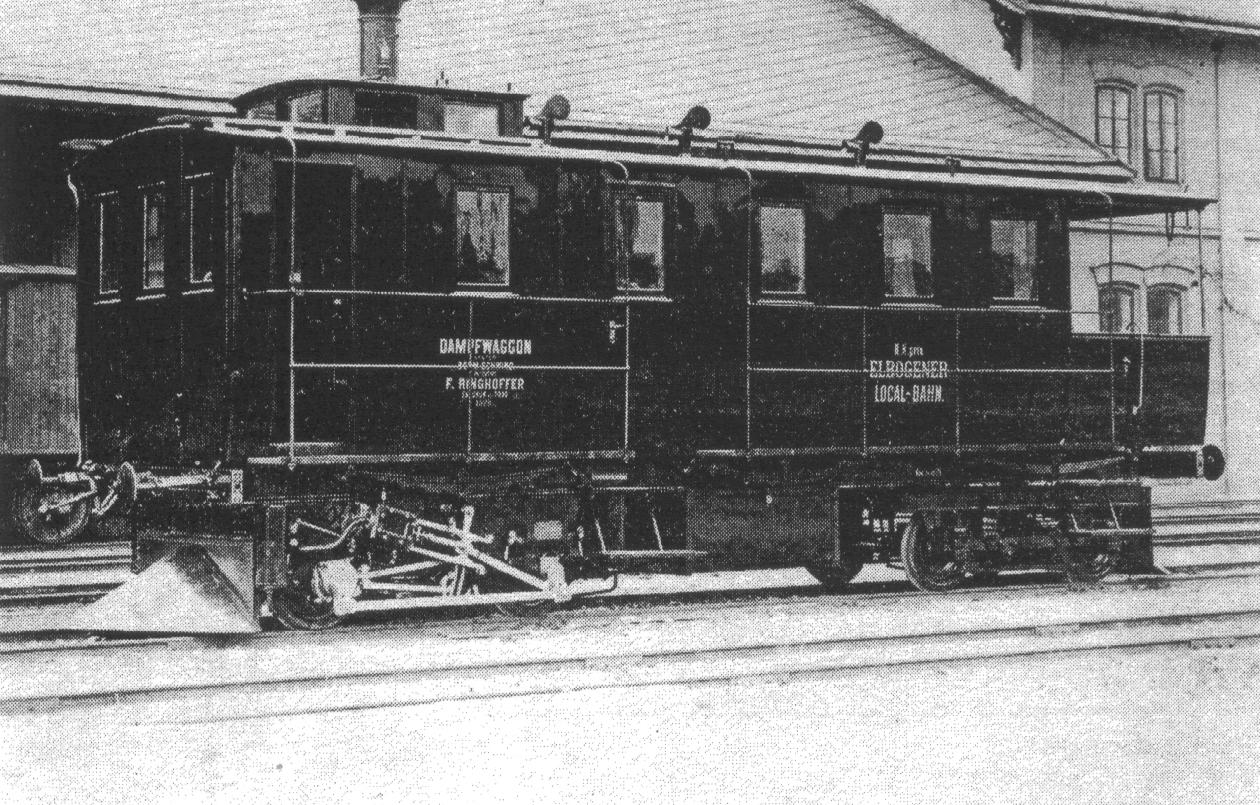
Österrikisk ångmotorvagn från sent 1800-tal, tillverkad av Ringhoffe-Werke för Österreichische Lokaleisenbahngesellschaft
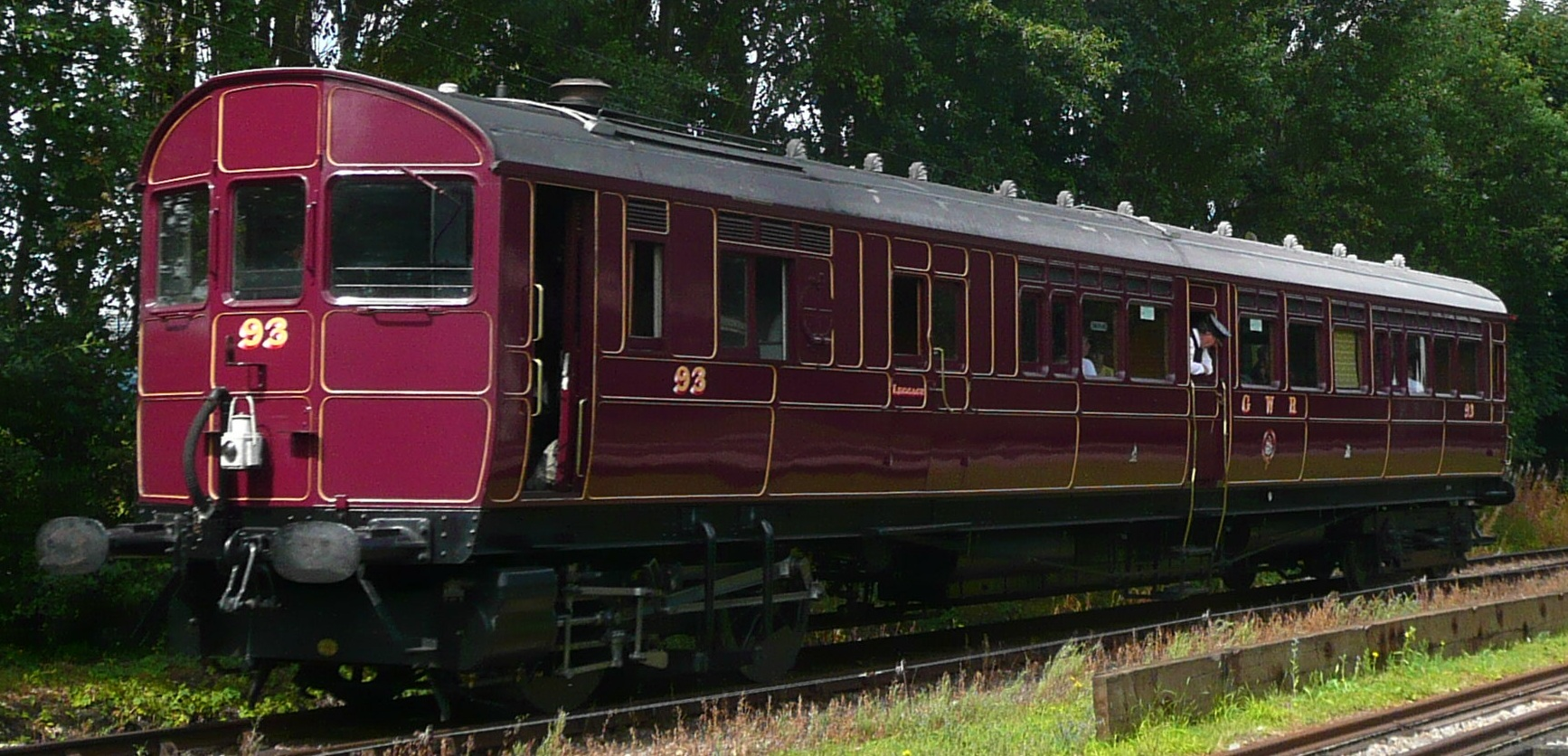
Den renoverade GWR Steam Railmotor No.93 från Great Western Railway, 2012
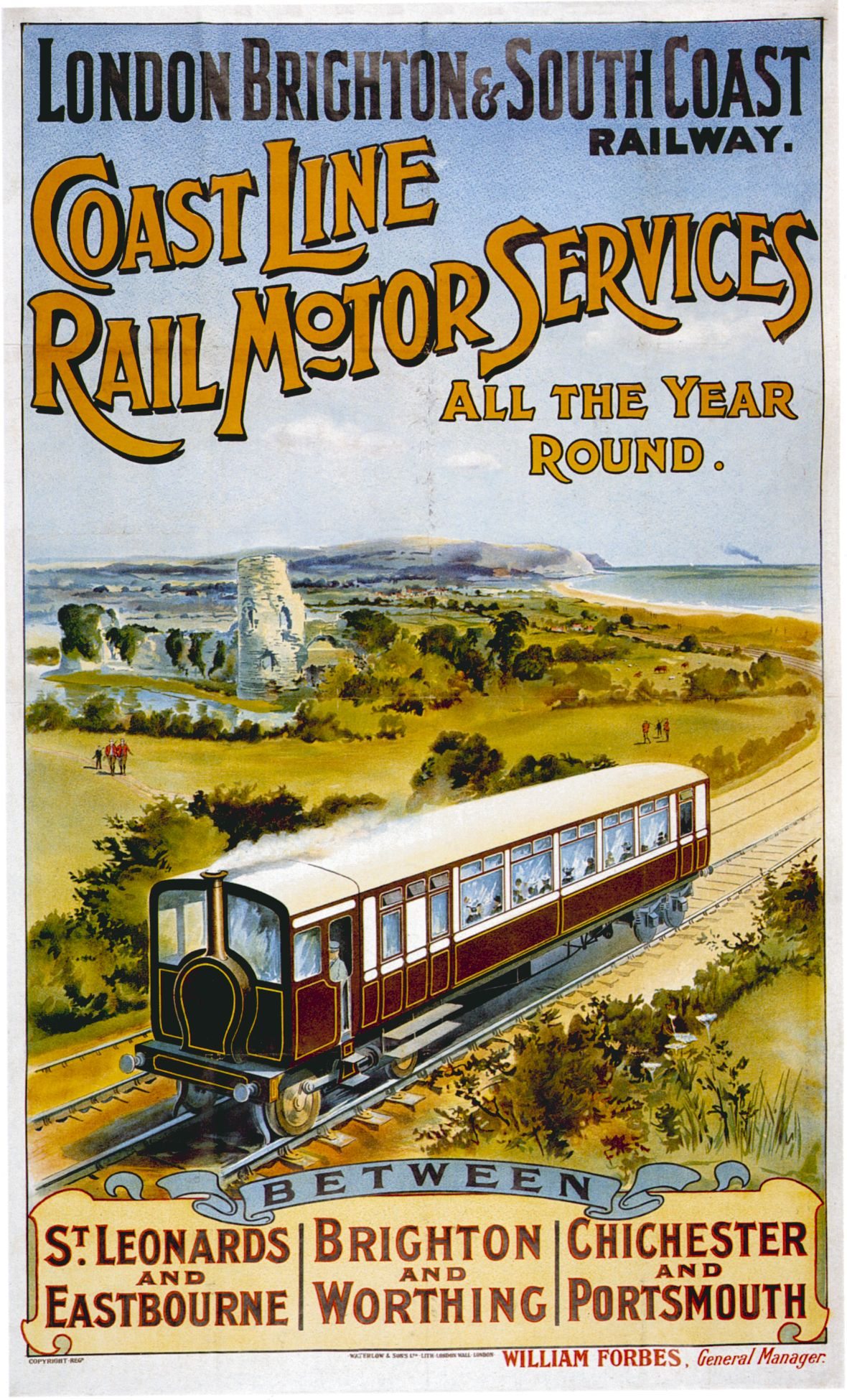
Affisch från 1906 för London Brighton and South Coast Railway
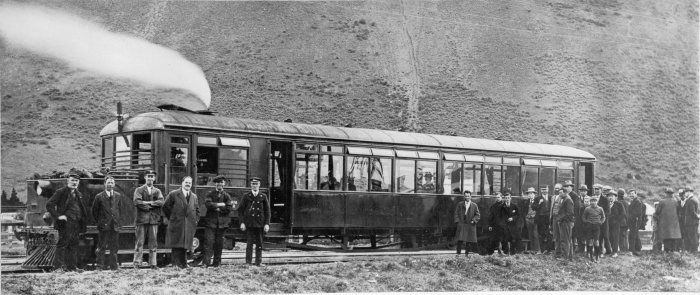
Testdrift med Clayton Steam Car i Nya Zeeland, 1927
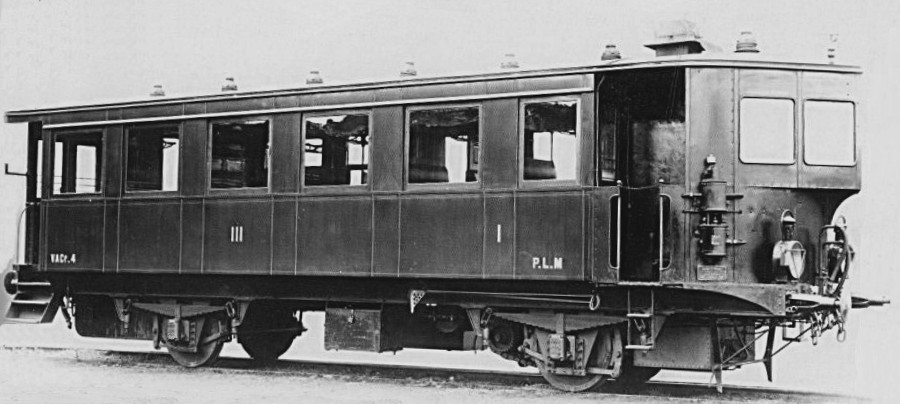
Ångmotorvagn från omkring 1905, byggd av Valentin Purrey i Bordeaux i Frankrike för Chemins de fer de Paris à Lyon et à la Méditerranée